# Арренкур
Арренку́р (фр. Arraincourt) — коммуна на северо-востоке Франции в регионе Гранд-Эст (бывший Эльзас — Шампань — Арденны — Лотарингия), департамент Мозель, округ Форбак — Буле-Мозель, кантон Фолькемон.

## Географическое положение
Арренкур расположен в 31 км к северо-востоку от Меца. Соседние коммуны: Мани на севере, Тикур и Тонвиль на северо-востоке, Брюланж и Сюис на востоке, Лес и Шенуа на юго-западе, Олакур на западе.
Площадь коммуны — 4,74 км², население — 122 человека (2006) с тенденцией к росту: 131 человек (2013), плотность населения — 27,6 чел/км². Ранее входила в состав Лотарингии.

## История
- Бывшая коммуна тройного епископата.
- В 1985 году коммуна была отделена от Брюланжа.

## Население
Численность населения коммуны в 2008 году составляла 124 человека, в 2011 году — 130 человек, а в 2013-м — 131 человек.
| 1962 | 1968 | 1975 | 1982 | 1990 | 1999 | 2006 | 2008 | 2011 | 2013 |
| ---- | ---- | ---- | ---- | ---- | ---- | ---- | ---- | ---- | ---- |
| 141  | 157  | —    | —    | 119  | 114  | 122  | 124  | 130  | 131  |

Динамика населения:

## Экономика
В 2010 году из 77 человек трудоспособного возраста (от 15 до 64 лет) 54 были экономически активными, 23 — неактивными (показатель активности 70,1 %, в 1999 году — 76,1 %). Из 54 активных трудоспособных жителей работал 51 человек (31 мужчина и 20 женщин), трое числились безработными (один мужчина и две женщины). Среди 23 трудоспособных неактивных граждан 3 были учениками либо студентами, 7 — пенсионерами, а ещё 13 — были неактивны в силу других причин.

## Достопримечательности
- Церковь Сен-Пьер XVIII века, башня колокольни XV века.